# Fusillade de 2023 à Hambourg
La fusillade de 2023 à Hambourg est une fusillade de masse survenue le 9 mars 2023 dans une salle du royaume des Témoins de Jéhovah située dans la Deelbögestrasse, dans le quartier d'Alsterdorf, à Hambourg, en Allemagne,.
Le tireur, identifié comme Philipp Fusz, est entré dans le bâtiment pendant un office et a ouvert le feu, tuant six adultes et un enfant à naître, et blessant huit autres personnes. L'auteur de l'attentat, qui était un ancien membre des Témoins de Jéhovah, s'est ensuite suicidé par balle. Fusz n'avait pas de casier judiciaire et n'était pas connu comme extrémiste, mais la police avait reçu une lettre anonyme indiquant qu'il était en colère contre des membres religieux et son ancien employeur. 
Le motif de l'attaque est actuellement inconnu.

## Fusillade
Le 9 mars 2023, vers 21 heures, une femme assise dans sa voiture devant la salle du Royaume de la Deelbögestrasse a été la cible d'un tireur solitaire armé d'un pistolet semi-automatique HK P30. La femme s'en est sortie indemne. 
Le tireur a ensuite attaqué la salle du Royaume et a tiré 10 autres balles à travers une fenêtre du hall avant d'entrer. À l'intérieur du bâtiment, 36 personnes (50 selon d'autres sources dont seules 20 s'en sont sorties indemnes) assistent à un service religieux, tandis que d'autres le suivent en ligne. Le tireur a tiré 135 balles au total.
Parmi les victimes, on compte une femme enceinte de sept mois et son enfant à naître. 
La police a répondu aux appels d'urgence et est arrivée sur les lieux à 21 h 08. 
Une unité armée spécialisée du poste de police d'Alsterdorf qui se trouvait dans le secteur est également arrivée et a forcé l'entrée. Ils sont entrés dans le bâtiment de trois étages à 21 h 09 et ont poursuivi le tireur à l'étage, où il s'est ensuite suicidé.
Un voisin a filmé l'attaque. On y voit un individu entrer dans le bâtiment par une fenêtre, suivi de coups de feu. La personne sort ensuite du bâtiment et est vue dans la cour avant de tirer d'autres coups de feu à travers une fenêtre du premier étage. Après les coups de feu, les lumières ont été éteintes.
La police a décrit une nuit d'horreur inimaginable au cours de laquelle l'agresseur a d'abord tiré sauvagement sur une voiture à l'extérieur de l'église avant de décharger des cartouches de balles par la fenêtre du bâtiment.
Une fois à l'intérieur, il a continué à abattre ses victimes, s'arrêtant à plusieurs reprises pour recharger son arme. Les agents ont trouvé neuf cartouches usagés sur les lieux ainsi que 20 autres dans un sac à dos.

## Victimes
Au moins huit personnes ont été tuées et un nombre indéterminé de personnes ont été blessées, dont huit dans un état critique. Parmi les huit personnes tuées figure le tireur. Les sept victimes décédées sont quatre hommes, deux femmes ainsi qu'un enfant qui était encore dans le ventre de sa mère. Les victimes décédées étaient allemandes, tandis que les blessés étaient six citoyens allemands, un Ougandais et un Ukrainien.

## Le tireur
Le suspect a ensuite été identifié comme étant Philipp Fusz, un homme célibataire âgé de 35 ans. Selon son propre récit, M. Fusz a grandi dans un foyer strictement religieux dans les Alpes avant d'étudier le commerce à Munich.
Fusz se décrit comme un consultant indépendant en entreprise et coach d'affaires. Sur son site internet, aujourd'hui hors ligne; il se décrivait comme expert des secteurs de la finance et de l'énergie proposant des conseils pour un tarif journalier de 250 000 €, précisant que « le tarif intègre le fait que mon travail devrait vous générer un effet de levier ou une valeur ajoutée d'au moins 2,5 millions d'euros ».
Il a grandi dans un « foyer évangélique strict » à Kempten, en Bavière. 
Il est un ancien membre des Témoins de Jéhovah, n'a pas de casier judiciaire et n'est pas connu pour être un extrémiste,. 
Les autorités allemandes ont identifié que l'homme a quitté la congrégation 18 mois auparavant après une brouille avec d'autres membres.
En 2022, il a autopublié un livre intitulé The Truth About God, Jesus Christ and Satan : A New Reflected View of Epochal Dimensions, dans lequel il affirme avoir fait des rêves prophétiques, avoir visité l'enfer pendant trois ans et avoir eu une « audience angélique » et des « fans angéliques ». Il a interprété l'invasion de l'Ukraine par la Russie comme la purification par Dieu des travailleuses du sexe ukrainiennes.
Fusz était titulaire d'un permis de port d'arme et d'une autorisation de conserver son P30. La police a confirmé qu'il avait utilisé dans son attaque une arme de poing qu'il possédait légalement depuis décembre grâce à son appartenance à un club de tir local.
En janvier 2023, l'autorité municipale des armes à feu avait reçu une lettre anonyme avertissant que M. Fusz était mentalement instable et qu'il nourrissait de la haine pour les Témoins de Jéhovah. Disant qu'il avait : 

« une colère particulière contre des membres religieux ou contre les Témoins de Jéhovah et son ancien employeur »

Mais, après l'avoir interrogé le 7 février, et découvert qu'il gardait son arme dans un coffre-fort conformément à la réglementation et qu'il ne montrait aucun autre signe d'instabilité, elle n'a trouvé aucune raison légale d'annuler le permis ou de confisquer l'arme.

« Presque tous les membres de la congrégation ont été touchés d'une manière ou d'une autre par ce crime horrible »

a déclaré Michael Tsifidaris, porte-parole des Témoins de Jéhovah.
Une équipe Swat nouvellement constituée et formée pour faire face aux assaillants armés se trouvait à proximité à ce moment-là et a pu atteindre les lieux en quelques minutes.
Après être entrés dans le bâtiment, l'agresseur s'est enfui à l'étage, où il s'est suicidé. La police l'a trouvé sans vie avec une arme de poing sur le sol à côté de lui.
Les habitants de la ville ont reçu des avertissements via une application sur leurs téléphones pour rester à l'intérieur pendant que la police était déployée dans d'autres bâtiments des Témoins de Jéhovah pour s'assurer qu'ils étaient sécurisés.
Le motif de l'attaque n'est pas encore connu, mais une raison politique a été exclue par les autorités.

## Réactions
Le maire de Hambourg, Peter Tschentscher, a exprimé sa « profonde sympathie » à l'égard des proches des victimes, qualifiant de « choquantes » les informations relatives à l'incident sur Twitter.
Les autorités de Hambourg ont déclaré que la chance et les réactions rapides des officiers avaient empêché une tragédie bien plus grave.
"Nous pouvons remercier la police que beaucoup plus de personnes n'aient pas été tuées. Ils ont pu séparer rapidement l'agresseur de ses victimes et sauver de nombreuses vies », a déclaré vendredi à la presse Andy Grote, ministre de l'Intérieur de Hambourg.
Le crime est susceptible d'alimenter un débat en cours sur les lois allemandes sur la possession d'armes à feu.
Nancy Faeser, ministre fédérale de l'Intérieur et de la Communauté, a exprimé sa consternation et sa gratitude à la police et aux secouristes.
Le président de la République française, Emmanuel Macron adresse sur Twitter « les condoléances de la France aux proches des victimes et à tous nos amis allemands ».
Olaf Scholz, chancelier allemand et natif de la ville, a exprimé ses condoléances sur Twitter et a déclaré : « Mes pensées vont aux victimes et à leurs familles. Et avec les forces de sécurité qui ont enduré une mission difficile.